# Selo Auriverde
O Auriverde foi o primeiro selo postal impresso em duas cores lançado no Brasil. Foi também o primeiro selo lançado isoladamente, sem uma série correspondente.
Impresso nas oficinas da Continental Bank No., o "Auriverde" foi lançado no dia 21 de agosto de 1878. Com a efígie do imperador Pedro II e trazendo o valor de face de 300 réis, o selo possui uma variação em papel fino, mais valiosa (conforme cotação existente no Catálogo de Selos do Brasil 2019 - 61ª Edição, da Editora RHM Ltda.).